# Stenoma insidiata
Stenoma insidiata es una especie de polilla del género Stenoma, orden Lepidoptera.

## Taxonomía
Fue descrita científicamente por Meyrick en 1916.